# Neoserica ursina
Neoserica ursina är en skalbaggsart som beskrevs av Brenske 1894. Neoserica ursina ingår i släktet Neoserica och familjen Melolonthidae. Inga underarter finns listade i Catalogue of Life.